# Saitis leighi
Saitis leighi là một loài nhện trong họ Salticidae.
Loài này thuộc chi Saitis. Saitis leighi được Elizabeth Maria Gifford Peckham & George William Peckham miêu tả năm 1903.